# Арфёй (Шер)
Арфёй (фр. Arpheuilles) — коммуна во Франции, находится в регионе Центр. Департамент — Шер. Входит в состав кантона Шарантон-дю-Шер. Округ коммуны — Сент-Аман-Монтрон.
Код INSEE коммуны — 18013.
Коммуна расположена приблизительно в 240 км к югу от Парижа, в 135 км южнее Орлеана, в 36 км к югу от Буржа.

## Население
Население коммуны на 2008 год составляло 341 человек.
| 1962 | 1968 | 1975 | 1982 | 1990 | 1999 | 2008 |
| ---- | ---- | ---- | ---- | ---- | ---- | ---- |
| 272  | 306  | 271  | 244  | 333  | 322  | 341  |

## Администрация
| Период | Период | Фамилия        | Партия | Примечания |
| ------ | ------ | -------------- | ------ | ---------- |
| 2001   | 2008   | Мишель Бонно   |        |            |
| 2008   | 2014   | Кристиан Матьё |        |            |

## Экономика
Основу экономики составляют лесное и сельское хозяйство.
В 2007 году среди 213 человек в трудоспособном возрасте (15-64 лет) 161 были экономически активными, 52 — неактивными (показатель активности — 75,6 %, в 1999 году было 70,3 %). Из 161 активных работали 143 человека (79 мужчин и 64 женщины), безработных было 18 (6 мужчин и 12 женщин). Среди 52 неактивных 14 человек были учениками или студентами, 22 — пенсионерами, 16 были неактивными по другим причинам.

## Достопримечательности
- Церковь Сен-Мартен (XII век)
  - Потир (XVII век). Высота — 26 см, диаметр — 8 см; серебро. Исторический памятник с 1976 года[3]
  - Дароносица (XVII век). Исторический памятник с 1976 года[4]
  - Дискос (XVII век). Диаметр — 16,5 см; серебро. Исторический памятник с 1976 года[5]
- Остатки римских сооружений: дорога и форт